# GfK
 For alternative betydninger, se GFK. (Se også artikler, som begynder med GFK)
GfK SE (fork. for Gesellschaft für Konsumforschung) er Tysklands største analyseinstitut og det femtestørste på verdensplan. Virksomheden blev grundlagt i 1934 af en gruppe forskere ved universitet i Nürnberg, deriblandt den senere kansler Ludwig Erhard. I 2010 omsatte GfK for 1,294 mia. euro og beskæftigede 10.000 ansatte fordelt på 100 lande, heraf ca. 1.800 i Tyskland.
Virksomheden har været på det danske marked siden 1990, hvor de to virksomheder Observa A/S (grdl. 1958) og E.C. Marketing A/S samt E.C. Pharma (grdl. 1963) blev overtaget af GfK og fusioneret.
På hjemmemarkedet står GfK blandt andet for målingen af de officielle seertal.